# Nic Dolly
Pour les articles homonymes, voir Dolly.
Pas d'image ? Cliquez ici

a Compétitions nationales et continentales officielles uniquement.

b Matchs officiels uniquement.
Dernière mise à jour le 14 février 2025.
Nic Dolly, né le 11 juin 1999 à Sydney (Australie), est un joueur international anglais d'origine australienne de rugby à XV jouant au poste de talonneur avec la Western Force depuis 2025.
Formé aux Sale Sharks où il commence sa carrière en 2017, il n'arrive pas à s'y imposer et est alors prêté successivement aux Rotheram Titans, au Sale FC, et aux Jersey Reds. En 2021, il rejoint brièvement le Coventry RFC, puis après quelques matchs, il est recruté par les Leicester Tigers. Après trois saisons, il retourne dans son pays de naissance et s'engage avec la Western Force en 2025.

## Biographie

### Jeunesse et formation
Nic Dolly naît et grandit à Sydney, en Australie d'une mère anglaise. Il joue d'abord au rugby pour le Eastwood Rugby Club et les équipes juniors des New South Wales Waratahs,. Ses grands-parents maternels vivent à Denton, dans le Grand Manchester, et lors d'une visite, il est repéré par les Sale Sharks qu'il rejoint ensuite chez les moins de 18 ans.
En 2017, il représente l'équipe d'Angleterre des moins de 18 ans.
En 2019, il est sélectionné en équipe d'Angleterre des moins de 20 pour jouer le Tournoi des Six Nations des moins de 20 ans. Il joue quatre matchs et les Anglais terminent à la troisième place. Quelques mois plus tard, il est de nouveau appelé en équipe nationale, cette fois pour le championnat du monde junior. Il y joue à cinq reprises.

### Début de carrière (2017-2021)
En 2017, Nic Dolly signe son premier contrat professionnel, un contrat de cinq ans avec les Sale Sharks, avant de jouer en double inscription avec les Rotherham Titans en Championship, et le Sale FC dans la National League 2 North,. 
Le 28 août 2019, les Jersey Reds annoncent la signature de Dolly qui rejoint le club en prêt pour un an. Il est alors âgé de 20 ans. Après une troisième saison en prêt, il est finalement libéré par son club formateur à l'issue de la saison 2019-2020. Il rejoint alors librement le Coventry RFC en deuxième division anglaise. Il fait ses débuts en mars 2021 contre les Bedford Blues et marque un essai à cette occasion. Il joue ensuite deux autres match contre Doncaster et les Ealing Trailfinders et marque un essai durant chacune de ces rencontres.

### Transfert à Leicester et première cape avec l'Angleterre (2021-2024)
Après seulement trois matchs joués avec Coventry, Nic Dolly est recruté par les Leicester Tigers qu'il rejoint dès le mois de mars 2021, pour la fin de saison 2020-2021. Il prend part à deux matchs pour seulement cinq minutes de temps de jeu.
Lors de la reprise de la saison 2021-2022, il profite des absences de Julián Montoya, Tom Youngs et Charlie Clare pour débuter la première rencontre de la saison face à Exeter. Il inscrit par la même occasion un doublé. Il est ensuite nommé dans l'équipe type de la semaine. Après six essais marqués en sept matchs, Nic Dolly est appelé pour la première fois en équipe d'Angleterre par Eddie Jones pour les tests internationaux d'automne 2021, malgré son peu de matchs joués au plus haut niveau. Il connaît ensuite sa première cape le 20 novembre contre l'Afrique du Sud quand il entre en jeu à la place de Jamie Blamire en seconde période,. Il est de nouveau sélectionné quelques mois plus tard, pour participer au Tournoi des Six Nations 2022. Il ne joue cependant aucun match durant la compétition. En fin de saison, il est convoqué pour un camp d'entraînement avec le XV de la Rose, mais ne peut finalement pas y participer car il se blesse gravement au genou. En effet, durant la 25e journée de championnat, contre Newcastle, il est victime d'un plaquage qui lui tord le genou gauche. Cette grave blessure le rend indisponible durant de nombreux mois et lui fait manquer l'intégralité de la saison 2022-2023.
Il fait son retour sur les terrains le 28 mai 2023, après un an d'absence, lors d'une rencontre avec les Barbarians face au XV mondial. Il est titulaire et son équipe s'impose 48 à 42,.

### Retour en Australie à la Western Force (depuis 2025)
À partir de la saison 2025, Nic Dolly fait son retour dans son pays natal et s'engage avec la Western Force. De plus, il devient éligible pour jouer avec l'Australie car il n'a plus joué pour l'Angleterre depuis plus de trois ans, ce qui lui permet de changer de nationalité sportive grâce à l'assouplissement des règles d'éligibilité de World Rugby,.

## Statistiques en équipe nationale
Au 30 août 2023, Nic Dolly compte une seule sélection en équipe d'Angleterre et n'a pas marqué de points.
| Année | Compétition | Matchs | Points | Essais |
| ----- | ----------- | ------ | ------ | ------ |
| 2021  | Test matchs | 1      | -      | -      |
| Total | Total       | 1      | 0      | 0      |

## Palmarès
- Leicester Tigers
  - Vainqueur du Championnat d'Angleterre en 2022